# Agalychnis annae
Agalychnis annae е вид земноводно от семейство Дървесници (Hylidae). Видът е застрашен от изчезване.

## Разпространение
Разпространен е в Коста Рика.